# McLean County (Illinois)
Das McLean County ist ein County im US-amerikanischen Bundesstaat Illinois. Im Jahr 2010 hatte das County 169.572 Einwohner und eine Bevölkerungsdichte von 55,3 Einwohnern pro Quadratkilometer. Der Verwaltungssitz (County Seat) ist Bloomington.

## Geografie
Das County liegt nördlich des Zentrums von Illinois und wird in Ost-West-Richtung vom Mackinaw River durchflossen. Es hat eine Fläche von 3072 Quadratkilometern, wovon sieben Quadratkilometer Wasserfläche sind. An das McLean County grenzen folgende Nachbarcountys:
| Woodford County |               | Livingston County            |
| Tazewell County |               | Ford County Champaign County |
| Logan County    | DeWitt County | Piatt County                 |

Das County wird vom Office of Management and Budget zu statistischen Zwecken als Bloomington, IL Metropolitan Statistical Area geführt.

## Geschichte

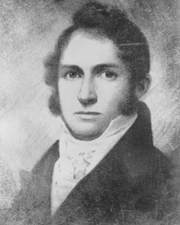
McLean

Das McLean County wurde am 25. Dezember 1830 aus Teilen des Tazewell County gebildet. Benannt wurde es nach John McLean (1791–1830), einem Juristen und US-Senator von Illinois (1824–1825, 1829–1830).

### Territoriale Entwicklung

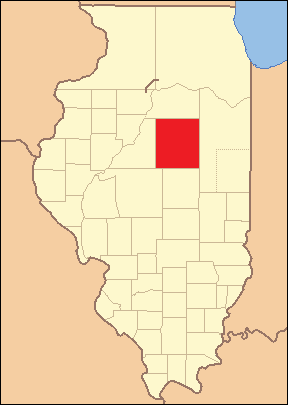
Das McLean County von seiner Gründung im Jahr 1830 bis 1837
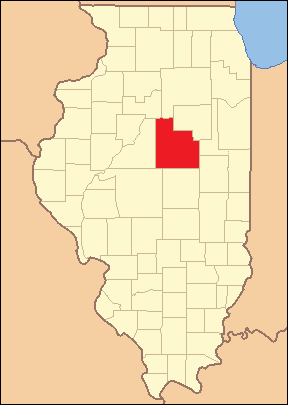
1837 bis 1841
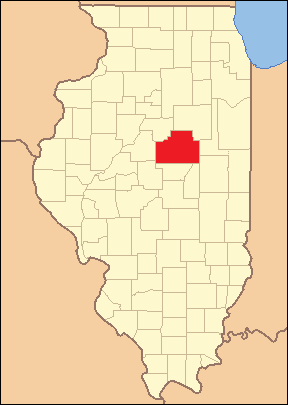
1841 bis heute

## Demografische Daten
Nach der Volkszählung im Jahr 2010 lebten im McLean County 169.572 Menschen in 63.431 Haushalten. Die Bevölkerungsdichte betrug 55,3 Einwohner pro Quadratkilometer. In den 63.431 Haushalten lebten statistisch je 2,5 Personen.
Ethnisch betrachtet setzte sich die Bevölkerung zusammen aus 85,5 Prozent Weißen, 7,6 Prozent Afroamerikanern, 0,3 Prozent amerikanischen Ureinwohnern, 4,5 Prozent Asiaten sowie aus anderen ethnischen Gruppen; 2,1 Prozent stammten von zwei oder mehr Ethnien ab. Unabhängig von der ethnischen Zugehörigkeit waren 4,6 Prozent der Bevölkerung spanischer oder lateinamerikanischer Abstammung.
22,3 Prozent der Bevölkerung waren unter 18 Jahre alt, 67,3 Prozent waren zwischen 18 und 64 und 10,4 Prozent waren 65 Jahre oder älter. 51,4 Prozent der Bevölkerung war weiblich.

Das jährliche Durchschnittseinkommen eines Haushalts lag bei 59.410 USD. Das Pro-Kopf-Einkommen betrug 29.425 USD. 13,4 Prozent der Einwohner lebten unterhalb der Armutsgrenze.

## Ortschaften im McLean County
Citys
| - Bloomington - Chenoa - El Paso1 | - Le Roy - Lexington |

Town
- Normal

Villages
| - Anchor - Arrowsmith - Bellflower - Carlock | - Colfax - Cooksville - Danvers - Downs | - Ellsworth - Gridley - Heyworth - Hudson | - McLean - Saybrook - Stanford - Towanda |

Census-designated place (CDP)
- Twin Grove

Unincorporated Communities
| - Barnes - Bentown - Bloomington Heights - Cropsey - Covell - Fletcher | - Funks Grove - Gillum - Glen Avon - Holder - Kerrick - Lyttleville | - Meadows - Merna - Padua - Sabina - Shirley - Watkins2 | - Weedman2 - Weston - Yuton |

1 – teilweise im Woodford County

2 – teilweise im DeWitt County

## Gliederung
Das McLean County ist in 30 Townships eingeteilt:
| Township                | Einwohner (2010) | FIPS     |
| ----------------------- | ---------------- | -------- |
| Allin Township          | 919              | 17-00893 |
| Anchor Township         | 286              | 17-01374 |
| Arrowsmith Township     | 502              | 17-02369 |
| Bellflower Township     | 585              | 17-04910 |
| Bloomington Township    | 2.851            | 17-06626 |
| Blue Mound Township     | 441              | 17-06743 |
| Cheney's Grove Township | 997              | 17-12905 |
| Chenoa Township         | 2.074            | 17-12944 |
| Cropsey Township        | 222              | 17-17705 |
| Dale Township           | 1.233            | 17-18381 |
| Danvers Township        | 1.925            | 17-18550 |
| Dawson Township         | 590              | 17-18732 |
| Downs Township          | 1.266            | 17-20656 |
| Dry Grove Township      | 1.572            | 17-20838 |
| Empire Township         | 4.093            | 17-24140 |

| Township             | Einwohner (2010) | FIPS     |
| -------------------- | ---------------- | -------- |
| Funks Grove Township | 245              | 17-28209 |
| Gridley Township     | 1.913            | 17-31745 |
| Hudson Township      | 2.571            | 17-36451 |
| Lawndale Township    | 158              | 17-42353 |
| Lexington Township   | 2.399            | 17-43107 |
| Martin Township      | 1.289            | 17-47215 |
| Money Creek Township | 1.085            | 17-49971 |
| Mount Hope Township  | 1.103            | 17-50972 |
| Normal Township      | 52.560           | 17-53247 |
| Old Town Township    | 3.010            | 17-55782 |
| Randolph Township    | 4.375            | 17-62692 |
| Towanda Township     | 1.296            | 17-75835 |
| West Township        | 216              | 17-79904 |
| White Oak Township   | 899              | 17-81321 |
| Yates Township       | 287              | 17-83804 |

|  |

Die Stadt Bloomington gehört keiner Township an.